# مطار هونغي مينغزي
مطار هونغي مينغزي (بالصينية: 红河蒙自机场) مطار عسكري/عام يقع بمدينة مدينة مونغزو في Honghe في الصين.

## التاريخ
تم اقتراح المطار لأول مرة في عام 1999، ولكن أجل مرارًا وتكرارًا بسبب التعقيدات مع قاعدة مينغزي الجوية العسكرية. حصل المشروع أخيرًا على موافقات من كل من مجلس الدولة واللجنة العسكرية المركزية في الصين في  9 أكتوبر 2012، مع قرار بناء مطار ثنائي الاستخدام ليحل محل القاعدة الجوية الحالية. كان من المتوقع أن يبدأ البناء بنهاية عام 2012 باستثمارات إجمالية قدرها 3 مليارات يوان. بدأ البناء في النهاية في 17 نوفمبر 2020.

## وصلات خارجية
- http://www.flightstats.com/go/Airport/airportDetails.do?airportCode=